# Ravidas
Guru Ravidas (aussi connu sous le nom de RaiDas) est un guru, dévot adepte de la bhakti issue de l'hindouisme, auteur d'hymnes compilés dans le livre saint des sikhs, le Guru Granth Sahib. Il était également poète et mystique.

## Biographie
Il semble être né en 1267, près de Varanasi, et mort en 1337. Membre de la caste des chamar (des intouchables), il exerçait les métiers de tanneur et de cordonnier, se décrivant lui-même comme un hors caste. Cependant, il était mystique, profondément ancré dans la spiritualité au même titre que Kabir ou Ramanand, un des plus fameux gourous du Moyen Âge. Il se disait de nature très simple, et pieux. Il a laissé une trace dans la littérature hindoue notamment pour avoir élaboré une synthèse des sentiments transmis par les religions. Il a beaucoup voyagé dans le Nord de l'Inde et a gagné de nombreux disciples ; des monuments en son honneur le prouvent.

## Sikhisme

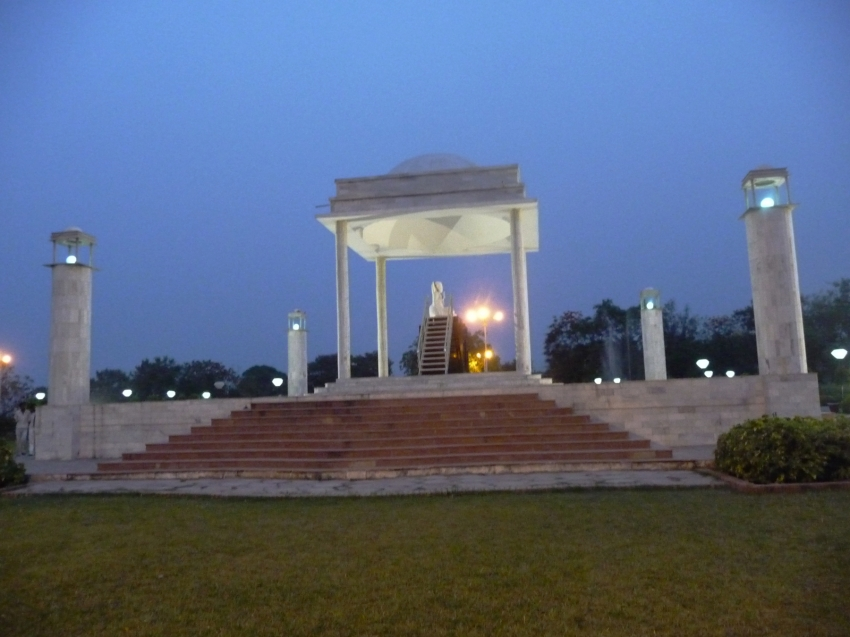
Vue du parc Sri Guru Ravidas, à Vârânasî, Inde.

Selon lui, l'âme humaine n'est qu'une partie du divin, comme la vague et l'eau qui la produit .
Quarante-et-un de ses hymnes ont été repris dans le Guru Granth Sahib, le livre saint du sikhisme. À la fin du XIXe siècle, beaucoup de croyants de la caste chamar ont suivi le chemin sikh dans l'espoir d'améliorer leur statut social, mais sans succès. À partir de 1907, ils ont mis en place leurs propres lieux de culte avec le Guru Granth Sahib comme point central, tout comme pour les sikhs. Ils ont une attention particulière pour la célébration de l'anniversaire de celui qu'ils appellent « Guru Ravidas » en février-mars. Les Ravidasias émergent aujourd'hui comme une branche distincte qui a des sanctuaires à Vârânasî où leur guru fondateur est né, ainsi que dans le Penjab.
Guru Ravidas est aussi connu pour avoir à son époque lutté contre la tyrannie du système des castes.